# Viktor Giacobbo
Pour les articles homonymes, voir Giacobbo (homonymie).
 (février 2007).
Viktor Giacobbo (né le 6 février 1952 à Winterthour) est un écrivain, humoriste, modérateur et acteur suisse.

## Biographie

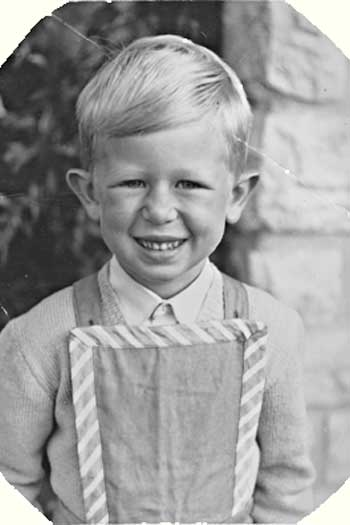
Giacobbo dans ses jeunes années

Après sa scolarité à Winterthour, il a effectué un apprentissage de typographe. Après son apprentissage, il a travaillé comme correcteur, lecteur et documentaliste média.
Il fit ses débuts humoristiques dans "Stuzzicadenti" (1979–1986), "Zampanoo's Variété" (1984–1985) et "Harul's Top Service" (1985–1998). 
De 1991 à 1994, il était un des collaborateurs de l’émission "Satiramisù" sur la radio DRS. Dans une émission télé d'Ueli Heiniger, "Medienkritik", Giacobbo a fait des sketchs satiriques et brefs. 
Plus tard, Giacobbo a commencé son émission "Viktors Programm" (1990–1994) / "Viktors Spätprogramm" (1995–2002) sur SF DRS.
Il a aussi fait le script et joué le premier rôle du film "Ernstfall in Havanna" (2002). En 2000, il a fondé le "Casinotheater", Winterthour, avec Patrick Frey et d'autres humoristes. En 2006, il était l'invité vedette du Knie.

## Personnages

### Alter ego

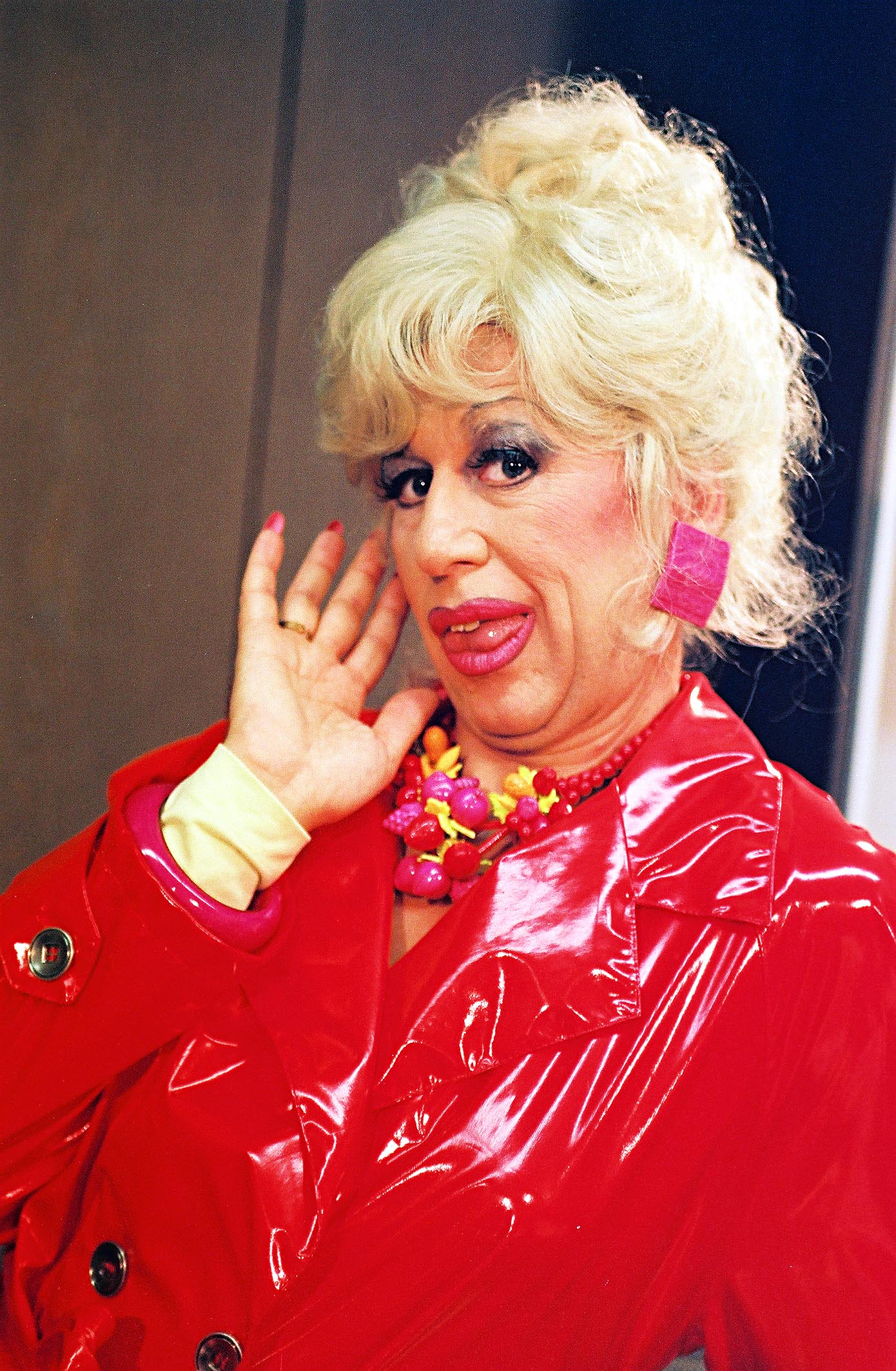
"Debbie Mötteli"

- Viktor Giacobbo - comme il se présente

Ce Viktor Giacobbo alternatif est égoïste et cupide. Il a des gardes du corps qui écartent les fans. Originellement, ce Giacobbo était refoulé et sage comme une image – il était en réalité Erwin Bischofberger (regardez dessous). Après Peter Schellenberg a découvert Bischofberger, il lui a donné le nom artistique « Viktor Giacobbo ». Giacobbo est devenu riche grâce au vol de l’idée pour sa figure « Harry Hasler », qui est une copie de „Ha Li Hassel“, une figure asiatique.
- Harry Hasler, (*1952 à Weinfelden)

Un frimeur qui porte des vêtements blancs et beaucoup des cheveux sur sa poitrine. Ses phrases récurrentes  : "Go, Go, Go", „(aber) Volle Pulle (, Du)!“, „Wennt weisch was i mein!“, „Saletti (zäme)!“.
- Fredi Hinz

Un fumeur de marijuana. Il porte un sac plastique à la main et des vêtements misérables. Sa voix est enrouée. Ses phrases récurrentes : "sooo guet" ou "Hoi, ich bi de Fredi".
- Rajiv Prasad

Un Indien cupide, qui parle un mauvais anglais et avec un accent fort. Il est un marchand de tout. Il demande par exemple : “You wanna smoke grass?" ou „You wanna fuck?“. Il possède un "Réincarnation-Shop" et la maison “Kalkutta Second Life”, une maison d’assurances qui assure la vie post-réincarnation.
- Debbie Mötteli

Une femme de la Côte d’or de Zurich. Elle est bête et naïve. Son ami est un « chauffeur routier » qui s’appelle Küde (Mike Müller).
- Erwin Bischofberger

Un homme refoulé qui travaille comme comptable, bibliothécaire ou consultant en gestion management. Son hobby est le vélomoteur.
- Autres
  - Dr. Klöti (un expert qui parle trop vite)
  - Prälat Morgenthaler et Schwester Viktoria Morgenthaler (des catholiques)
  - Jakob Liniger (un retraité)
  - Sonny Boppeler/Jack Boppeler (un entraineur de football)
  - Gian-Franco Benelli (travailleur étranger d’Italie)
  - Mehmet Örkan (marchand d’armes et maffioso de la Turquie)

### Personnages réels parodiés
Sélection de personnages incarnés par Giacobbo lui-même
- Roger Schawinski
- Martina Hingis
- Ueli Maurer

Sélection de personnages incarnés par d'autres acteurs (Mike Müller, Peter Fischli, Walter Andreas Müller, Birgit Steinegger, Patrick Frey)
- Carla Del Ponte
- Johannes Paul II.
- Christoph Blocher
- Wolfgang Haas
- Ursula Koch
- Jaqueline Fendt
- Gilbert Gress
- Moritz Leuenberger
- Flavio Cotti
- Jean Ziegler
- Peter Bichsel

### Personnages fictifs
- Werner Stolte-Benrath (Patrick Frey), un expert en tout
- Herr Schupisser (Andrej Togni)
- Mauro (Mike Müller), un bluffeur d’Italie, mécanicien
- Küde (Mike Müller), routier

## Publications
- Colonne chez „Facts“ (1995–1999)
- Colonne chez „Tages-Anzeiger“ (1999-)
- Collection des colonnes „Spargel der Vergeltung“, Kein & Aber (1998)
- Calendriers 1999 et 2001 „Viktors Wandprogramm“, Kein & Aber (1998, 2000)

## Média
- CD „Saletti“, Rap alias Harry Hasler (1996)
- Video „Volle Pulle“, alias Harry Hasler, Warner Home Video (1996)
- Video „Viktors Spätprogramm – Selection“, Warner Home Video (1998–2001)
- DVD „Viktors Universum 1 & 2“, Warner Home Video (2000, 2001)
- DVD „Ernstfall in Havanna“, Warner Home Video, Vega Film (2002)
- DVD „Viktors Universum – Finale“, Warner Home Video (2003)
- CD „Sickmen“, Hör-CD des Theaterstücks, Kein & Aber (2004)
- DVD „Undercover“, Vega Film (2005)
- CD „Fredi Hinz – Unstoned“, Hör-CD, Kein & Aber (2005)
- „Ernstfall in Havanna“, Regie: Sabine Boss (2001/2002)
- Acteur dans „Germanikus“, Gerhard Polt (2004)

## Honneurs
- Salzburger Stier 1991 (avec Birgit Steinegger)
- Telepreis 1996
- Prix Walo (Catégorie „Medienschaffende“) 1996
- Prix Walo (Catégorie „Fernsehsendung“ pour „Viktors Spätprogramm“) 1997
- Prix Walo (Catégorie „Fernsehproduktion“ pour „Viktors Spätprogramm“) 2001
- Swiss Award 2002 (Catégorie „Showbusiness“)
- Spezialpreis für Fernsehsatire, Oltner Cabarettage, 2003